# 三心六線
三心六線，是桃園市市長鄭文燦於2018年中華民國直轄市長及縣市長選舉期間，所提出的建設計畫─主要有「三心」以桃園、中壢和航空城三大都會區為核心，「六線」則包含營運中的桃園機場捷運、捷運綠線、綠線中壢延伸線、捷運棕線、三鶯線八德延伸線以及台鐵地下化，串連為環狀軌道系統。桃園機場捷運從中壢、桃園機場連結雙北，不僅縮短機場至台北的距離，也串連起林口、青埔與中壢生活圈，每日平均運量約6萬1,000人次。

## 簡介
鄭文燦以為三心六線美好實現 ，並發表「三心六線」桃園軌道交通新願景。

## 構想路線
- 第一心：桃園車站為核心
- 第二心：中壢車站為核心
- 第三心：桃園航空城為核心
- 六線：桃園機場捷運、桃園捷運綠線、綠線中壢延伸線、桃園捷運棕線、三鶯線八德延伸線、桃園都會區鐵路地下化計畫